# Tibouchina pulcherrima
Tibouchina pulcherrima är en tvåhjärtbladig växtart som beskrevs av Henry Allan Gleason. Tibouchina pulcherrima ingår i släktet Tibouchina och familjen Melastomataceae. Inga underarter finns listade i Catalogue of Life.